# Su Tong
Su Tong, właściwie Tong Zhonggui (童忠贵) (ur. 1963 w Suzhou) – chiński pisarz. Su Tong jest jednym z najbardziej awangardowych, a zarazem kontrowersyjnych współczesnych pisarzy chińskich. Karierę pisarską rozpoczął jeszcze w czasie studiów na Uniwersytecie Pedagogicznym w Pekinie. Pierwszą powieścią, która przyniosła mu rozgłos, były Yijiusansinian de taowang (Ucieczki w 1934); kilka z jego dzieł zostało sfilmowanych. 
Dla twórczości Su Tonga charakterystyczne jest wykorzystanie historii jako tła i inspiracji. Pokazuje on „alternatywną wersję” historii, tworzonej przez ludzkie popędy, zwłaszcza żądze seksualne, i przekraczanie granic. Yingsu zhi jia (Rodzina hodowców maku), opisuje historię upadku rodziny, do którego prowadzą żądza i morderstwa. Mi (Ryż) to opowieść o chłopcu z chłopskiej rodziny, który najpierw dorabia się fortuny, a potem ją traci przez rozpustę i mordy. Konflikty (także kończące się śmiercią) są też obecne w jego powieści, która doczekała się znanej ekranizacji: Qiqie chengqun (Zawieście czerwone latarnie). Inną sfilmowaną powieścią jest Hongfen (Róż) osadzona w czasach początków ChRL historia dwóch sióstr-prostytutek, zakochanych w tym samym mężczyźnie.
Su Tong rozwijał też historie zapamiętane z dzieciństwa, które przypadło na lata rewolucji kulturalnej. W serii opowiadań osadzonych w realiach Chin lat 60. XX wieku rozgrywają się historie pełne brutalności, tajemnic, szaleństwa i seksu. W twórczości Su Tonga historia tego okresu jest tłem dla wielu ludzkich dramatów, klimat chaosu, walk, biedy, gwałtów i chaosu jest obecny w takich opowiadaniach jak Shujia xiongdi (Bracia Shu), Nanfang de duolu (Degeneracja południa), Ciqing shidai (Era tatuaży), czy w powieści Fengyangshu shange (Pieśń klonów i sosen).
She weishenme hui fei (Dlaczego węże mogą latać), powieść Su Tonga osadzona w czasach współczesnych, także koncentruje się na ciemnej stronie życia. Głównym bohaterem jest osiłek wymuszający zwrot długów, a tajemnicza kobieta, która pojawia się w mieście wraz z inwazją węży, zamiast zostać gwiazdą filmową, kończy jako prostytutka. 
Narracja jego powieści jest często rozbijana przez opisy wrażeń, przypadkowe zdarzenia, monologi. Su Tong (podobnie jak Yu Hua) wykorzystuje język do zwerbalizowania podświadomości, jako narzędzie, które przekracza granice świata rzeczywistego i wyobrażonego. Podobnie jak inni pisarze drugiej połowy lat 80. XX wieku, Su szeroko wykorzystywał alegorie, symbolizm, metafory i starał się zagłębić w naturę ludzką. W następnych latach, gdy awangardowa literatura przestała już szokować, coraz zamożniejsze społeczeństwo szukało raczej rozrywki niż głębi, a wspomnienia rewolucji kulturalnej zacierały się coraz bardziej, Su Tong zwrócił się ku budowaniu językowych kolaży, pisarstwu ahistorycznemu, budowaniu klimatu i nastroju.
Mimo brutalności obecnej w jego powieściach, Su uznawany jest za jednego z najzdolniejszych pisarzy chińskiej awangardy, charakteryzującego się wrażliwością, liryzmem, głęboko analizującego ludzką naturę; cechuje się także zdolnością budowy interesujących postaci kobiecych.
Pięć powieści Su Tonga doczekało się ekranizacji: oprócz znanego filmu Zawieście czerwone latarnie z 1991 były to Hongfen (1995), Da hong mi dian (2004), Mo li hua kai (2004) i Ciqing shidai (2010, w produkcji).
Był drugim, obok Jiang Ronga, chińskim pisarzem, który zdobył Man Asian Literary Prize, za książkę He’an (Brzeg rzeki, tyt. ang. Boat to Redemption), opowiadającą o zdegradowanym za swe oszustwa urzędniku komunistycznym, szukającym nowego życia wśród przewoźników rzecznych.
Obecnie mieszka z żoną w Pekinie, jego interesy reprezentuje chińska Agencja Literacka Peony.